# Yang Liwei (basket-ball)
Ne doit pas être confondu avec Yang Liwei.
Yang Liwei (en chinois : 杨力维), née le 2 janvier 1995, dans la province du Yunnan, en Chine, est une joueuse de basket-ball chinoise.

## Biographie
Elle participe au Championnat du monde de basket-ball féminin 2014 et à la Coupe du monde féminine de basket-ball 2018.
Elle est la sœur de la joueuse de basket-ball Yang Shuyu.

## Palmarès
- Vainqueur des Jeux asiatiques de 2018 à Jakarta
- Finaliste du Championnat d'Asie féminin de basket-ball 2015 à Wuhan
- Vainqueur des Jeux de l'Asie de l'Est 2013 à Tianjin
- Vainqueur du Championnat d'Asie des moins de 16 ans 2009
- Médaillée de bronze du Championnat d'Asie des moins de 16 ans 2011
- Médaillée de bronze du Championnat d'Asie des moins de 17 ans 2010